# Centaurea nigra
Centaurea nigra — вид рослин з роду волошка (Centaurea), з родини айстрових (Asteraceae). Етимологія: лат. niger — «чорний».

## Опис рослини
Це багаторічна рослина 30–150 см. Стебел від 1 до кількох, прямовисні або висхідні, відкрито розгалужені дистально, ворсисті. Листки прикореневі й проксимальні на ніжках, пластини зворотноланцетні або еліптичні, 5–25 см, краї цілі або неглибоко зубчасті до неправильно перисто-лопатевих; дистальні стеблові листки сидячі, поступово менші, від лінійних до ланцетоподібних, цілі або зубчасті. Квіткові голови дискоїдні, згруповані по кілька. Кластер філарій (приквіток) від яйцюватого до ± дзвоноподібного або півсферичного, у діаметрі 15–18 мм, зазвичай ± так само широкі, як високі; філарії від ланцетоподібних до яйцеподібних, нещільно запушені чи голі, придатки перекриваються, від темно-коричневого до чорного кольору. Квіточок 40–100+, всі родючі; віночки пурпурові (рідше білі), 15–18 мм. Плід — сипсела, жовтувато-коричневий, 2.5–3 мм, дрібно-волохатий; папуси з багатьох чорнуватих, нерівних, іноді опадних щетинок, 0.5–1.5 мм.

## Середовище проживання
Природно зростає у Марокко і західній половині Європи, від Ірландії й Португалії до Норвегії й Албанії. Вид натуралізований чи інтродукований до США, Канади, Сен-П'єр і Мікелон, Чилі, Австралії, Нової Зеландії, Алжиру, Данії, Швеції, Австрії.
Зростає на мезофільних луках, на узліссях, на рудералізованих газонах, уздовж доріг та залізниць.

## Використання
Квіти можна використовувати для прикраси салатів та вживання в їжу.
Коріння та насіння застосовують лікувально. Ефект — пото й сечогінний засіб. Сьогодні, і особливо в минулому, цей вид рослин використовували для загоєння ран.

## Галерея

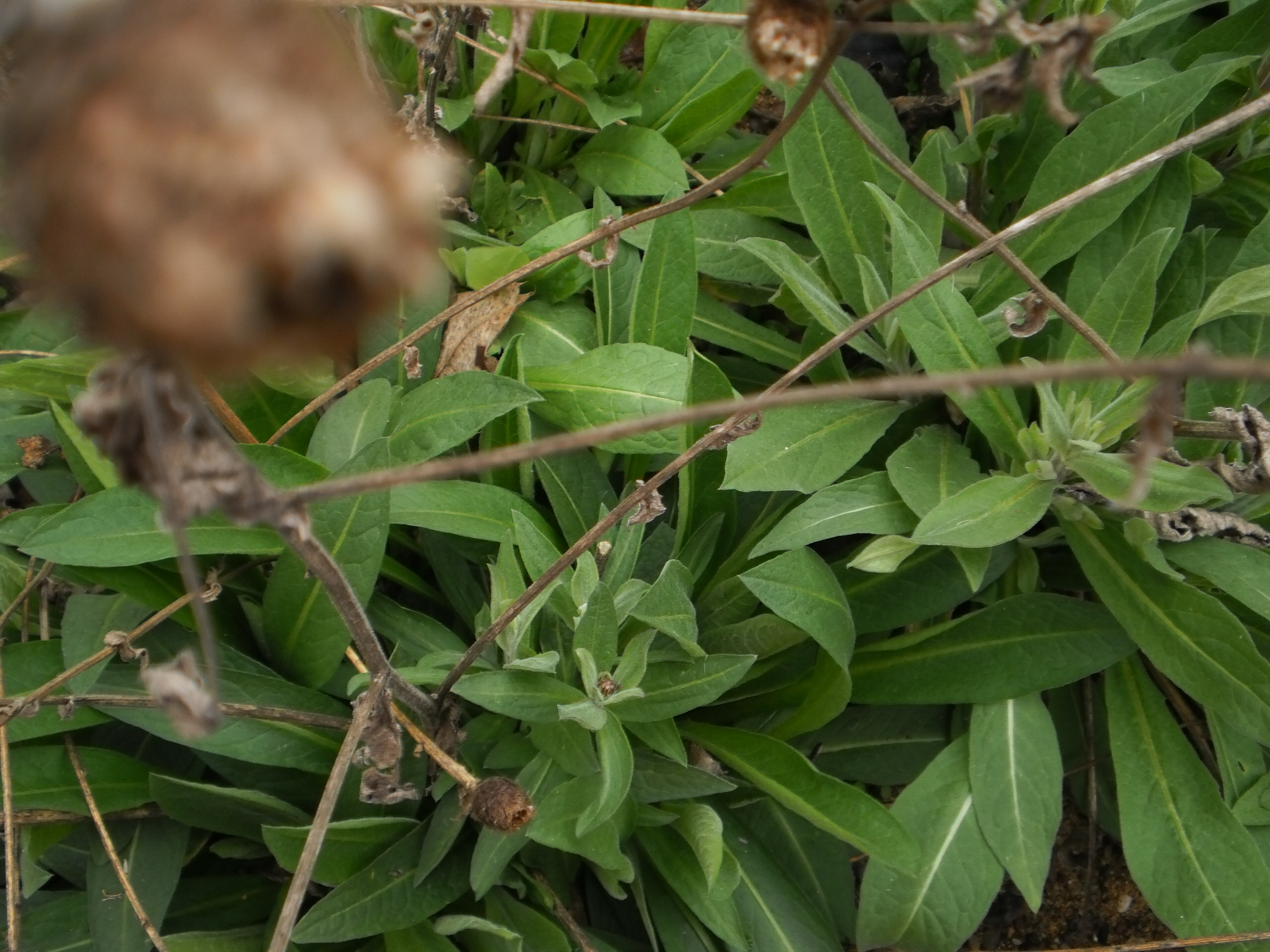
листя
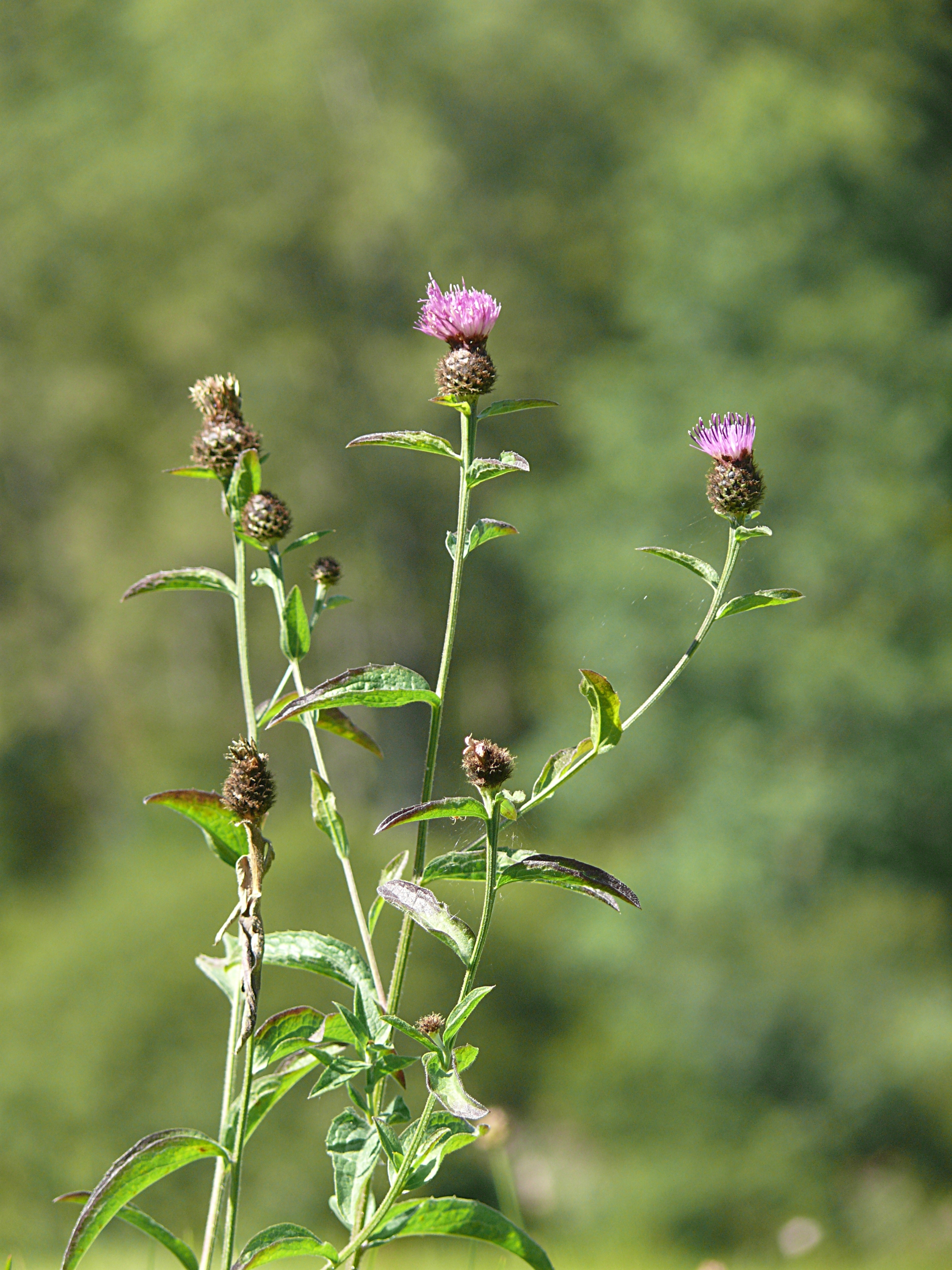
рослина
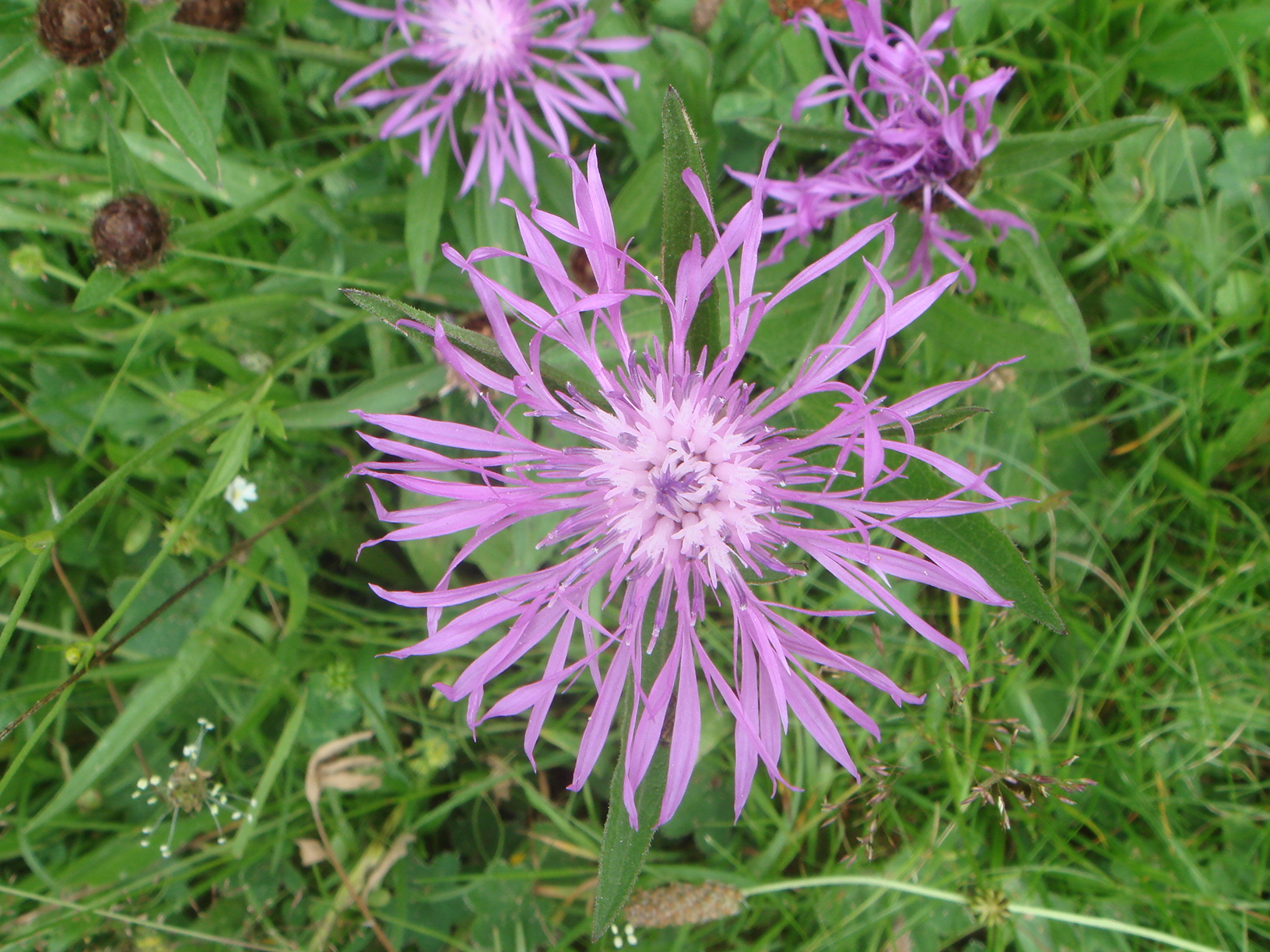
квіткова голова
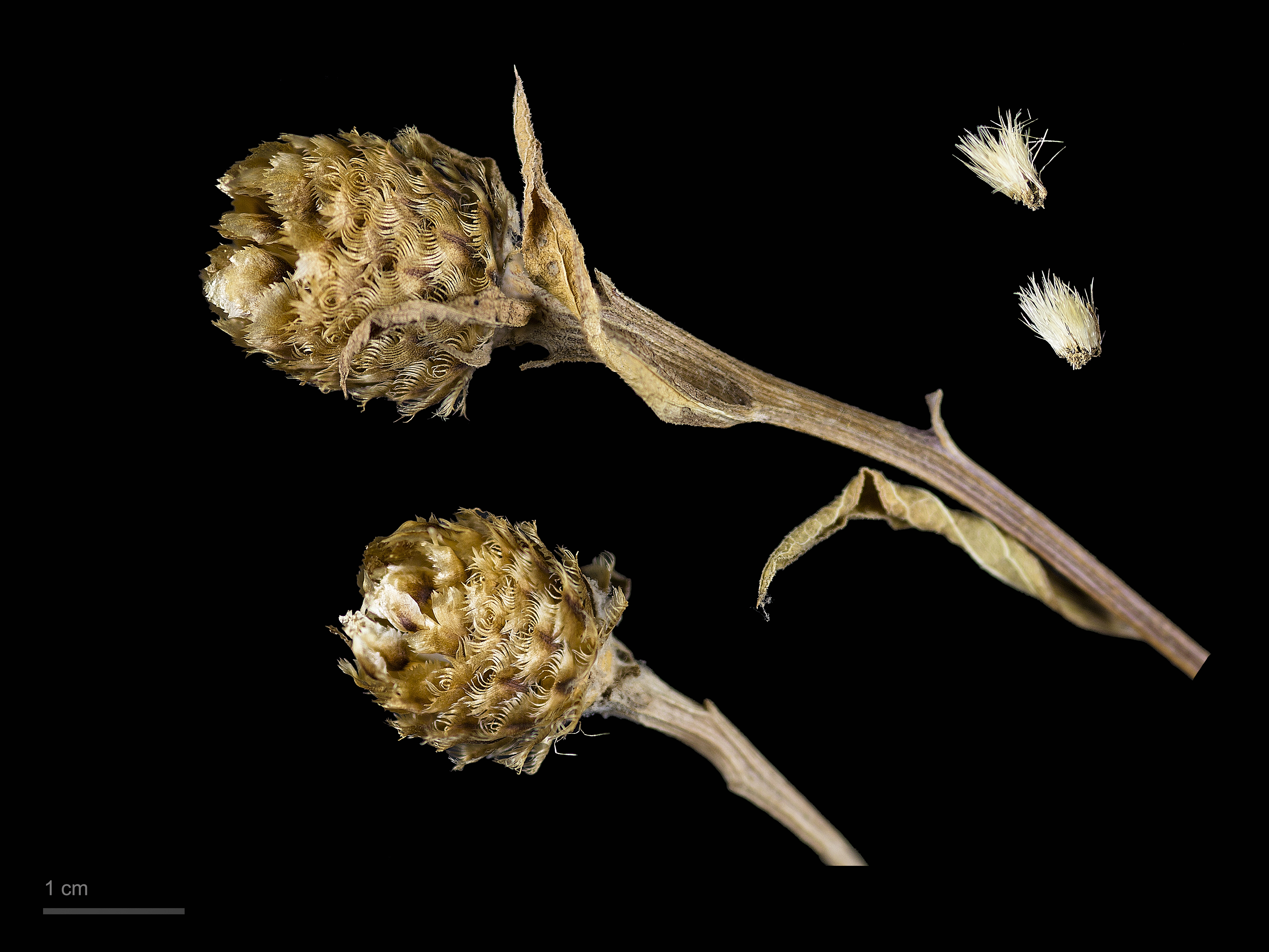
плоди
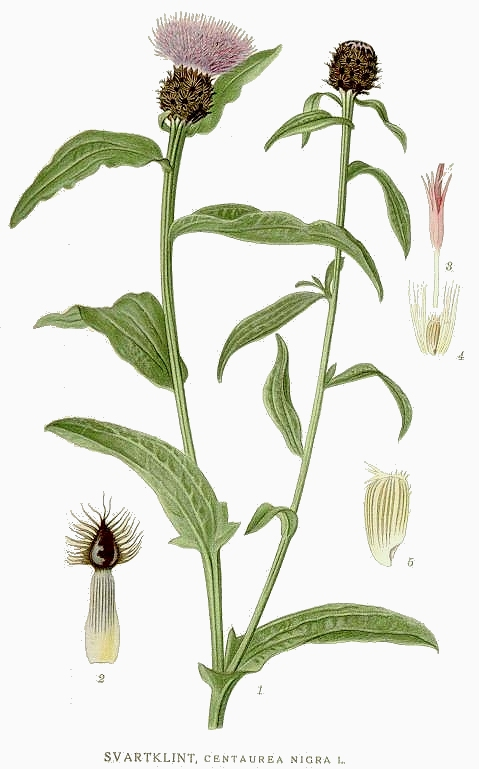
ілюстрація